# 爱宝乐园
爱宝乐园（： Ebeoraendeu */?）是全世界的最大主題樂園，位于韩国京畿道龍仁市的主题公园，該園內包含有全球集市、美洲探險、動物王國、歐洲探險、魔術天地等5大主題區域所組成。除了有木質過山車、哥倫布大探險、魔法曲奇屋、雷霆瀑布、纜車、賽艇、神秘公寓、Robot VR等多達40種以上的遊樂設施，還有依季節不同所舉辦各種遊行活動，以及世界唯一的綜合自然野生動物園及四季花園
。

## 历史
- 1976年3月26日，「龍仁自然農場」成立；同年4月17日正式營運開放。
- 1996年3月，更名為「愛寶樂園」。
- 在2009年，它是亚洲第四多入场人次的主题公园，仅次于日本东京迪士尼乐园、迪士尼海洋和大阪环球影城。乐园里面有动物园，水上乐园和陸上設施。乐园由三星集团下辖的三星物产管理。[3]

这座乐园被不少人称为韩国的迪士尼乐园。

## 画廊

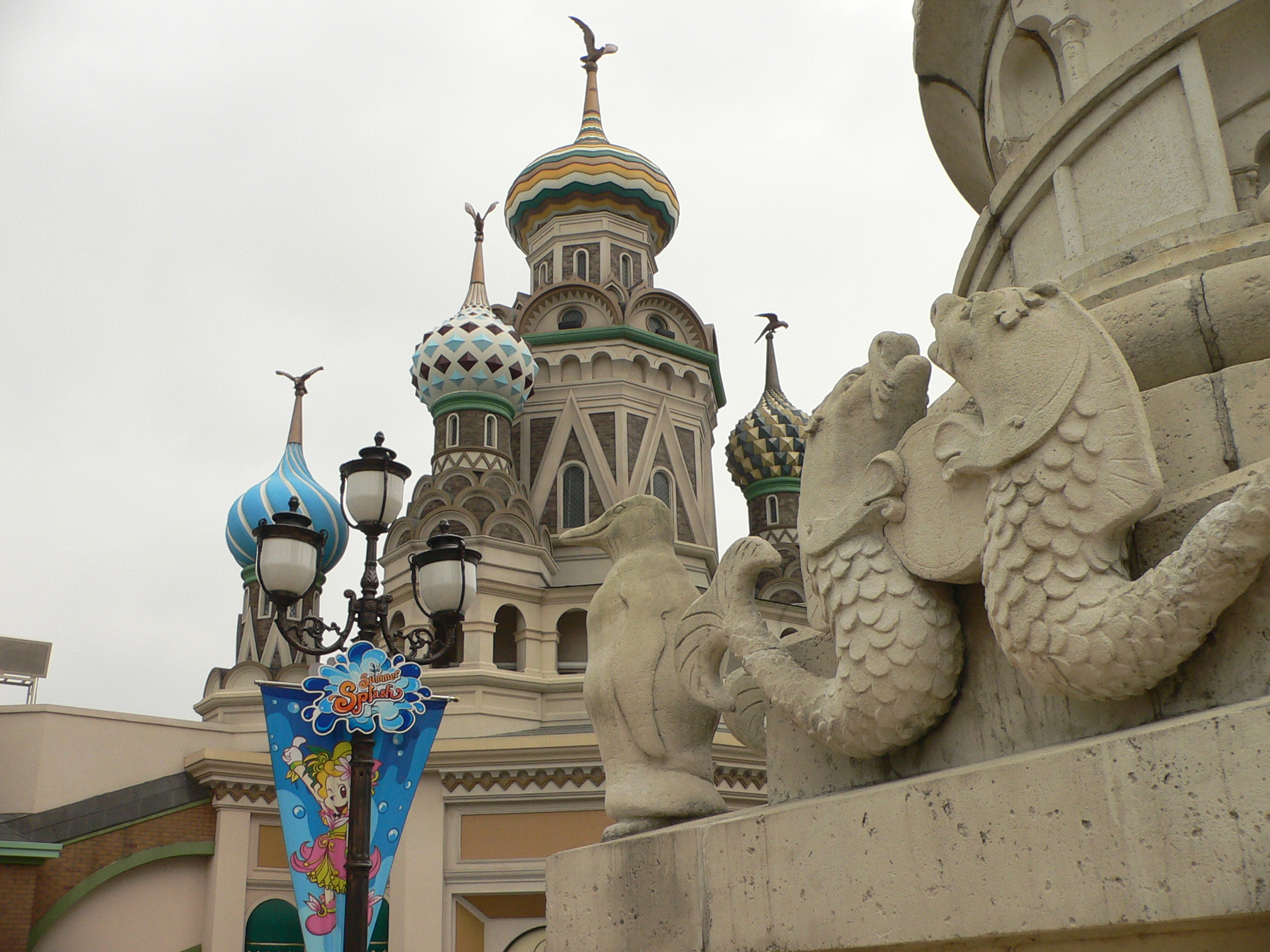
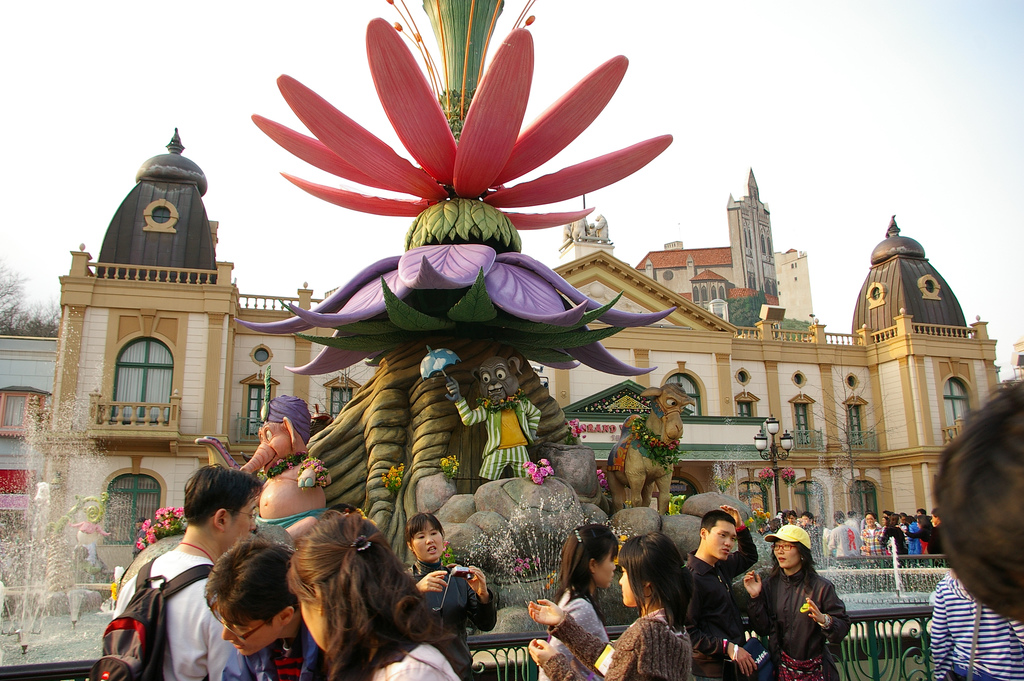
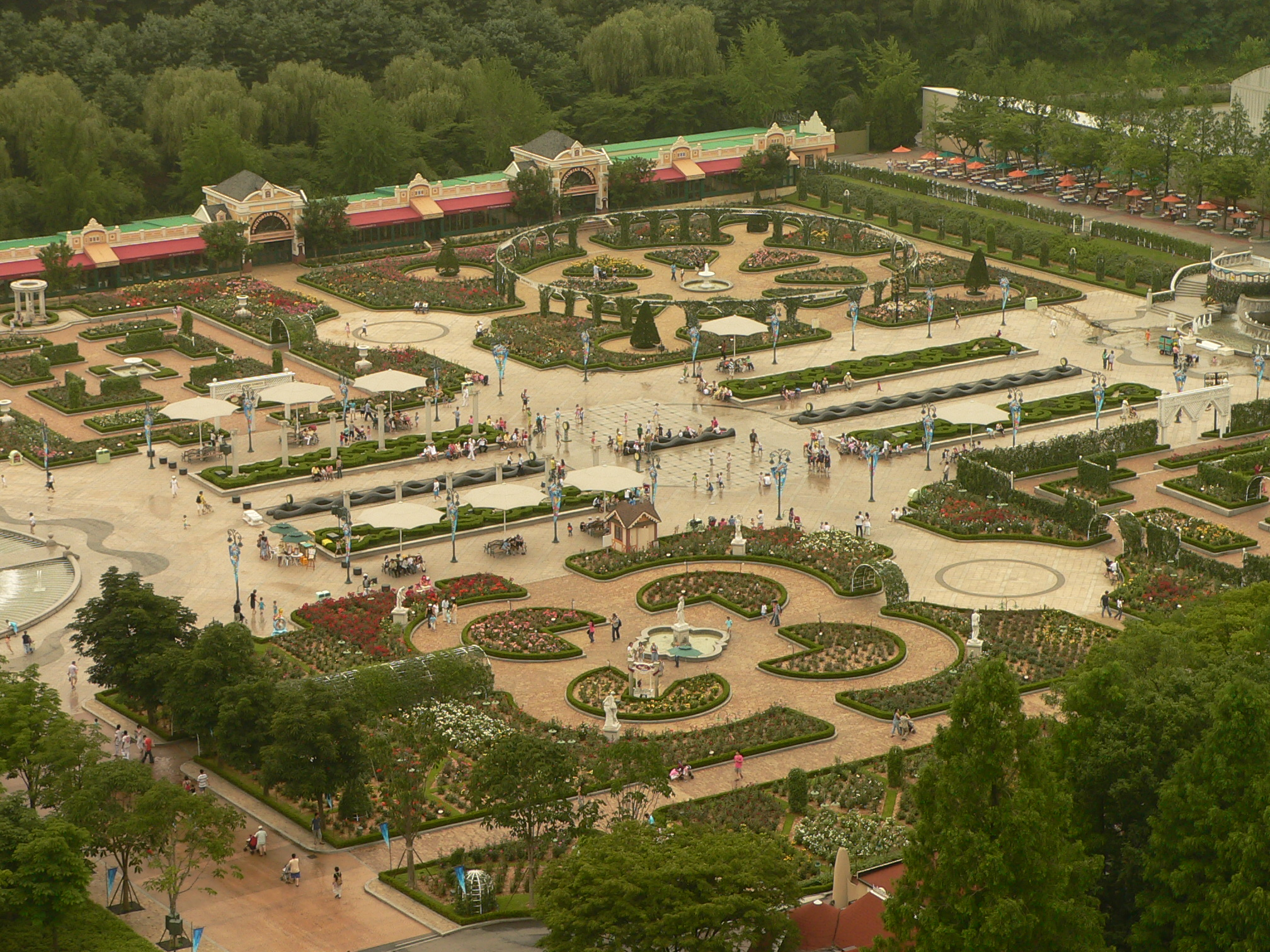
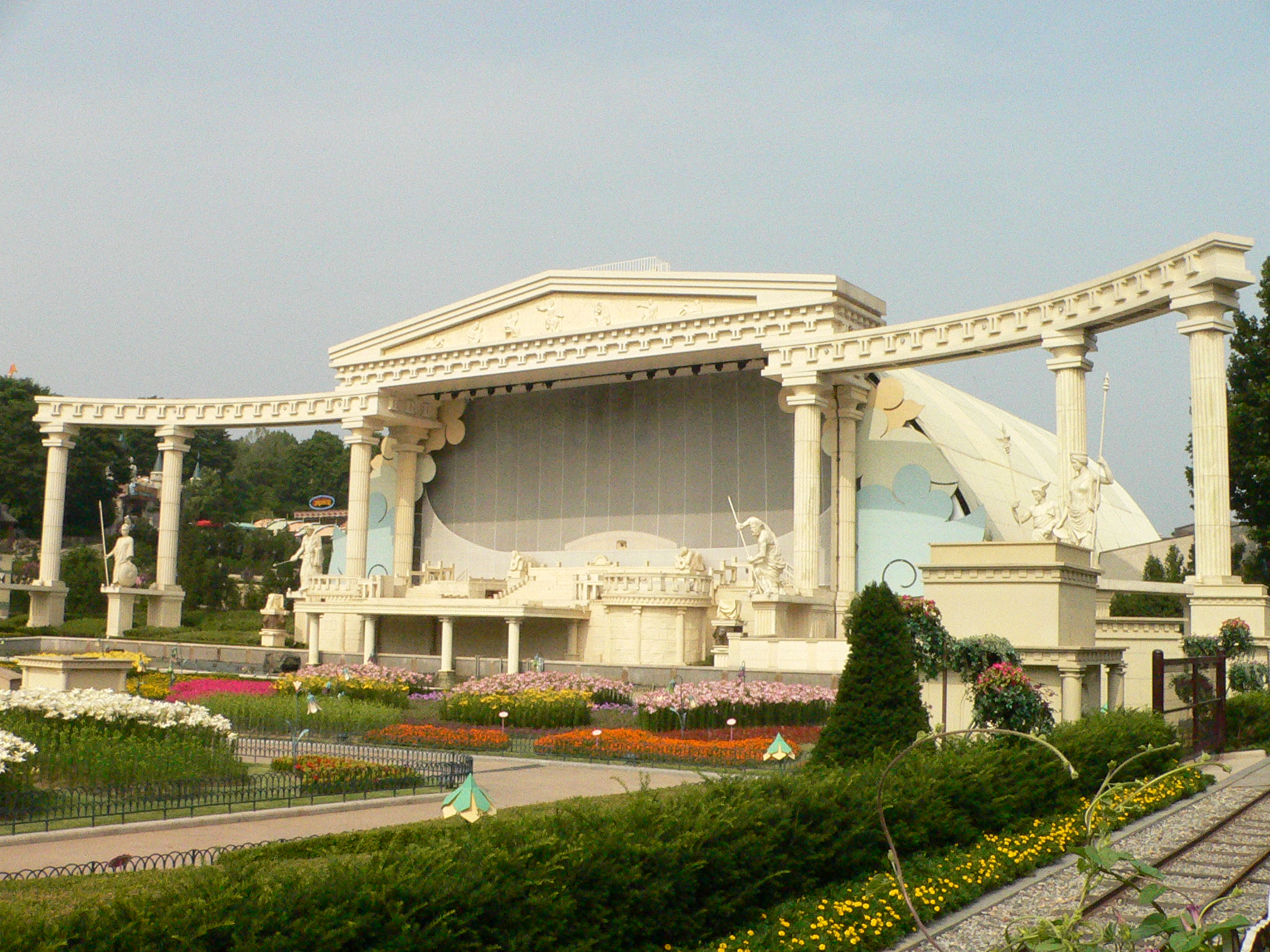
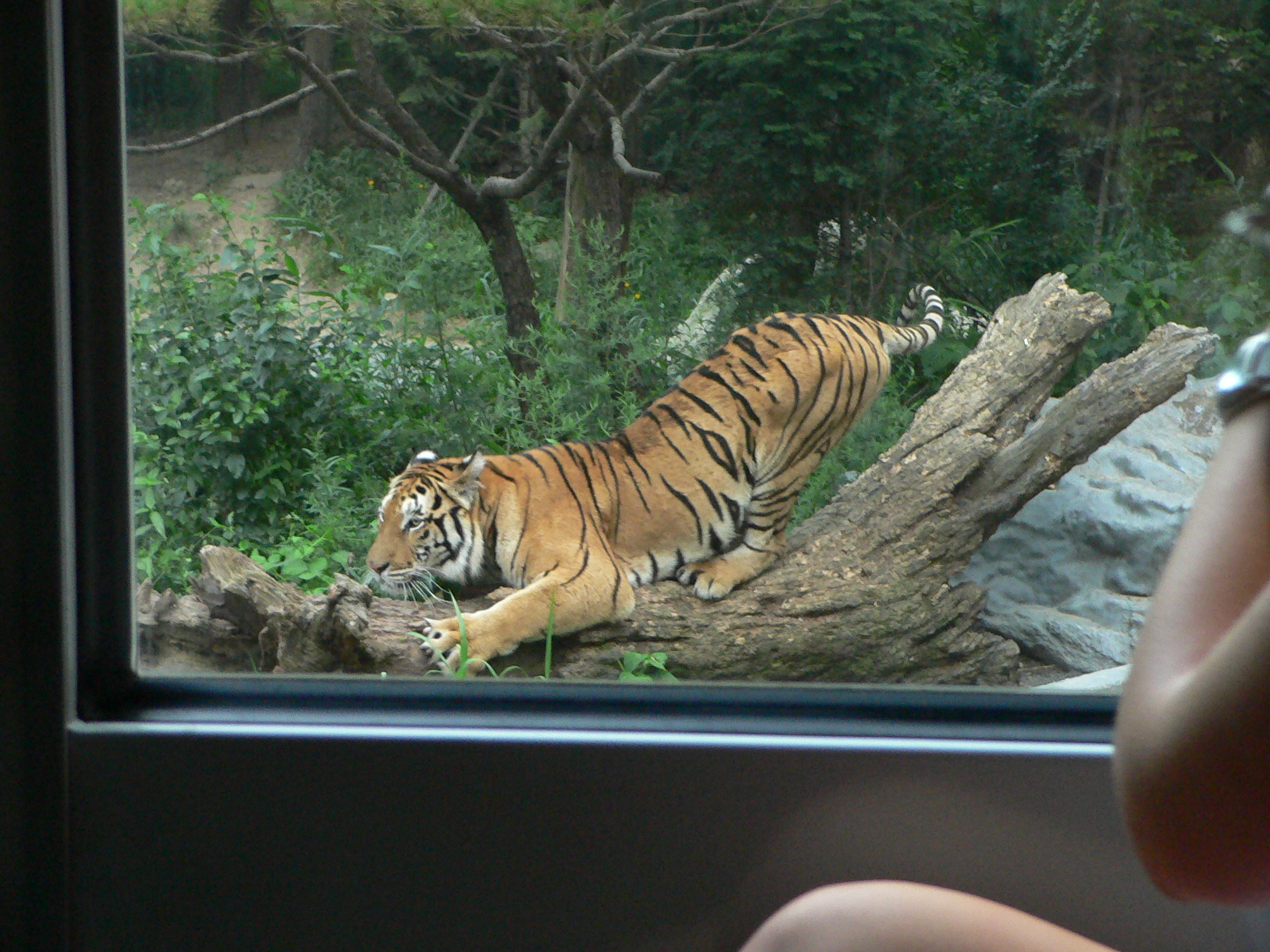
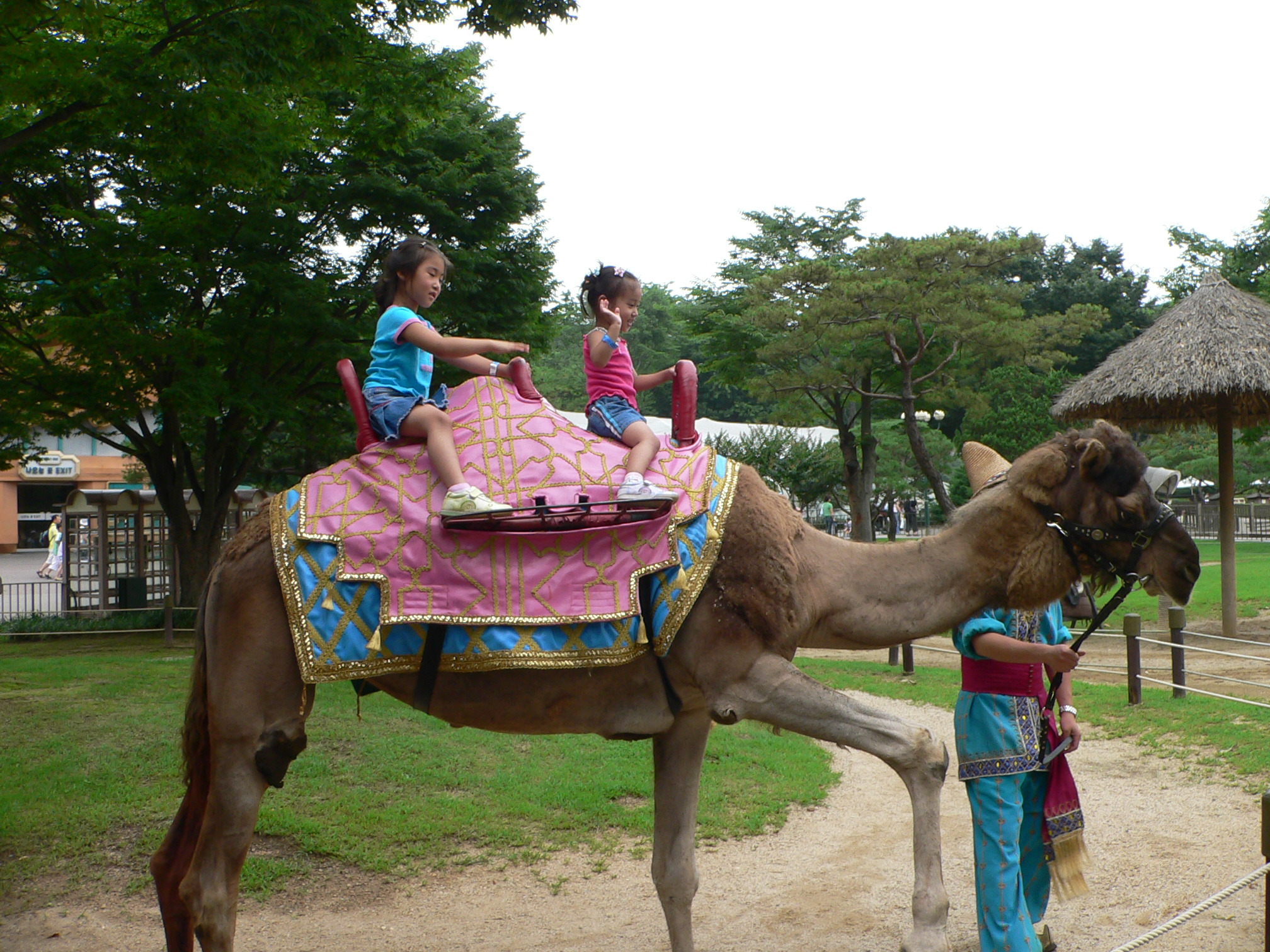
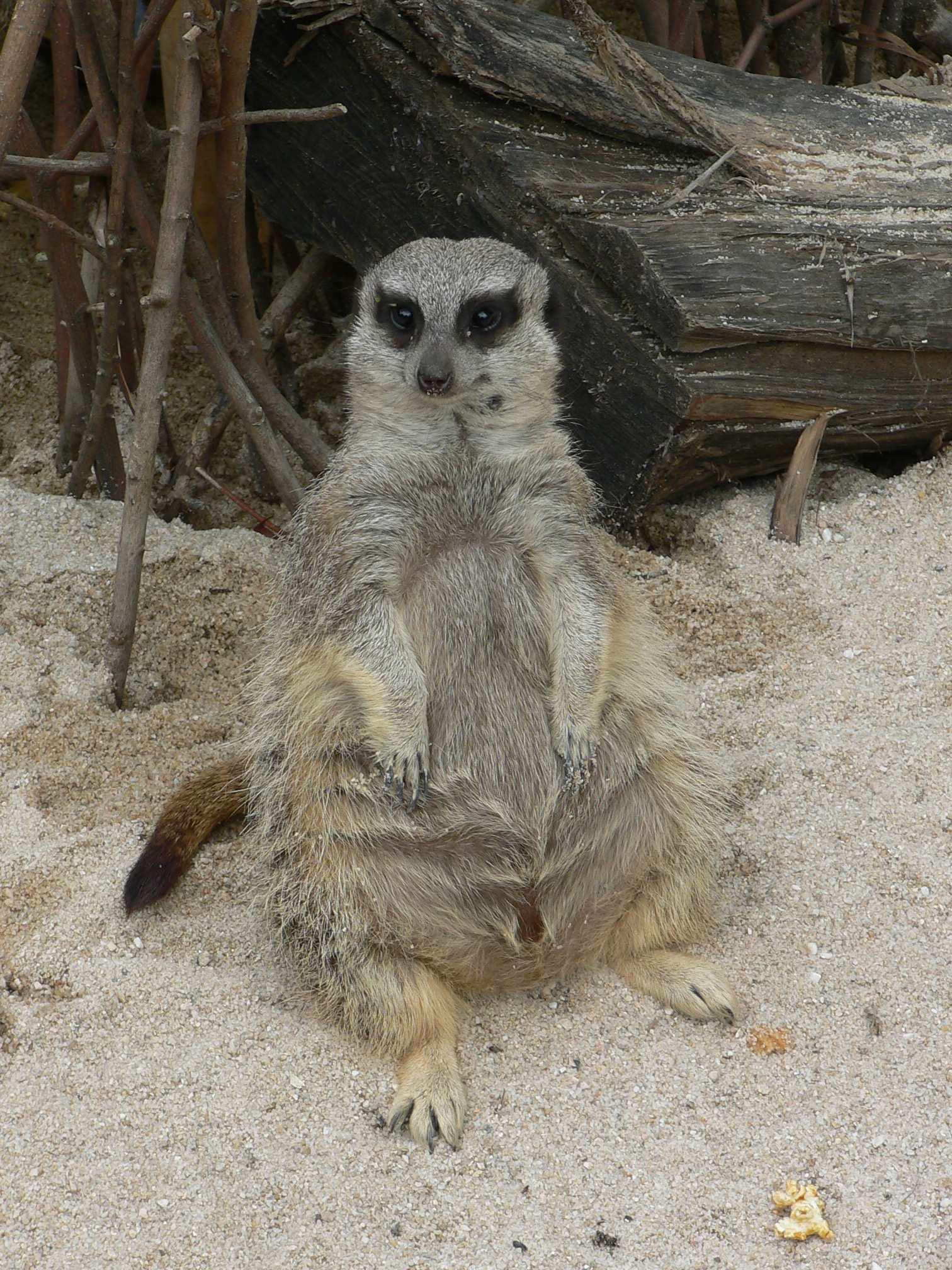
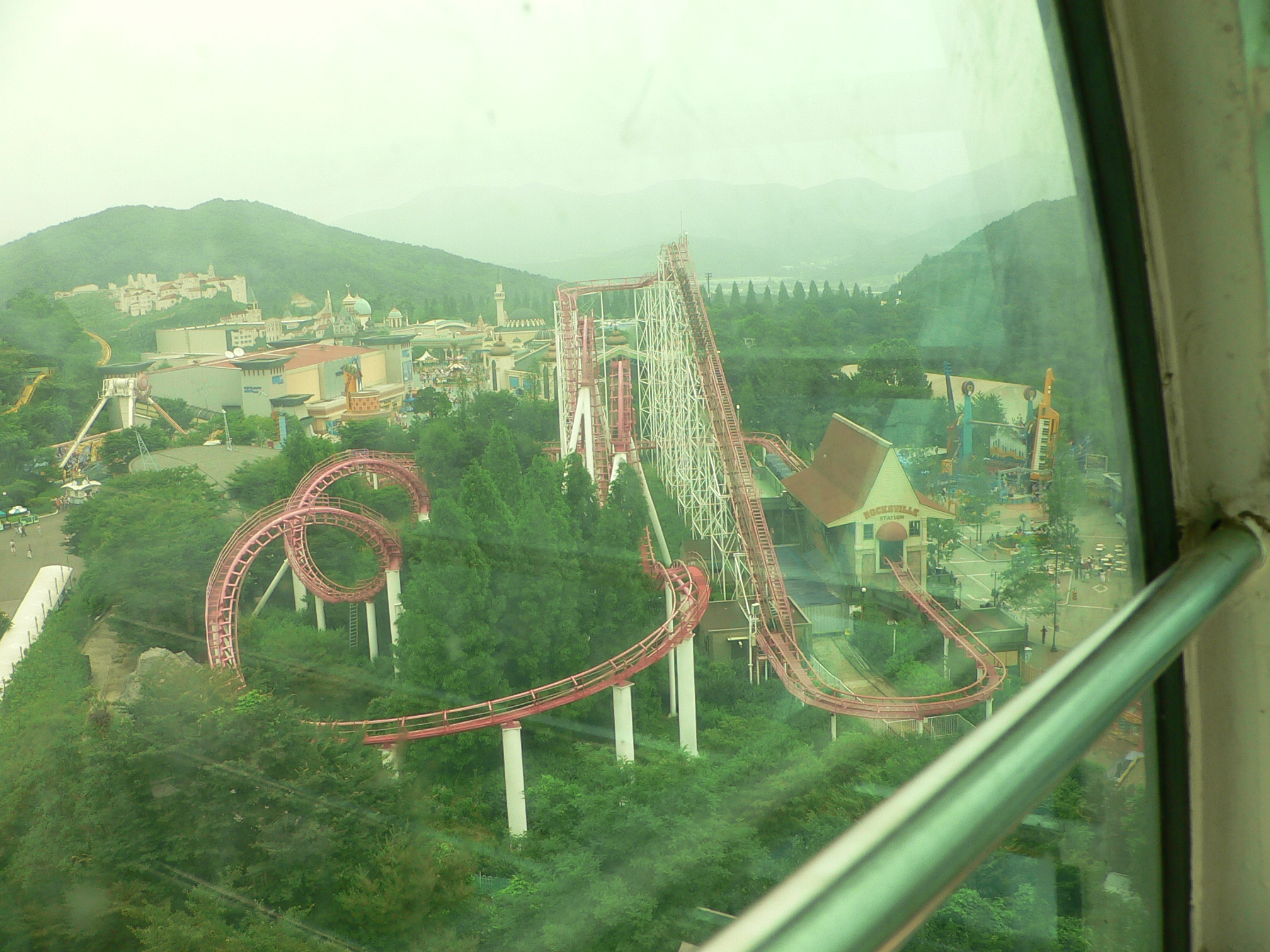
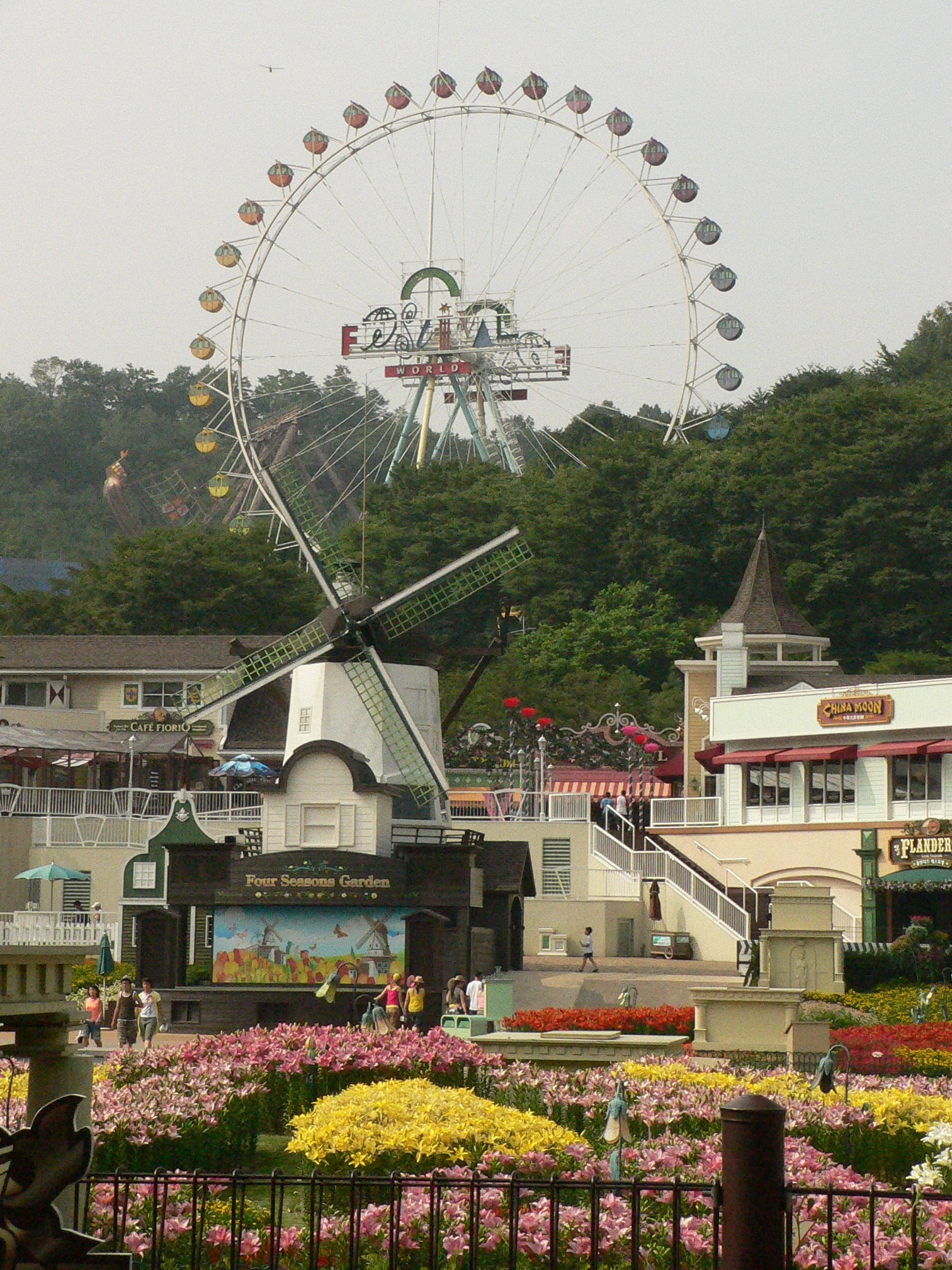
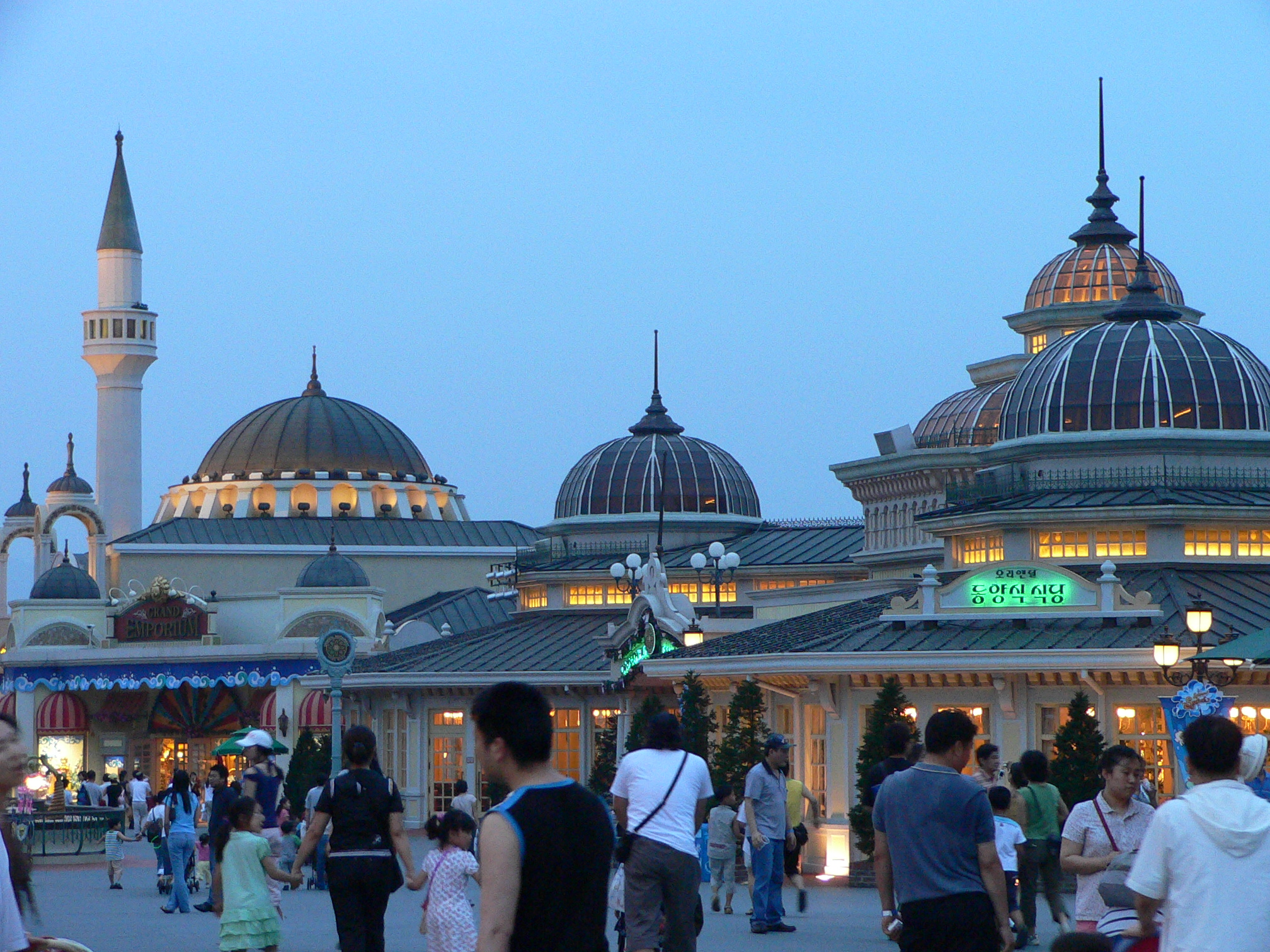

## 外部鏈接
- 愛寶樂園官方網站 （页面存档备份，存于）
- 愛寶樂園官方的Facebook專頁
- 愛寶樂園官方的Instagram帳戶
- YouTube上的愛寶樂園官方頻道
- 愛寶樂園網誌官方網站 （页面存档备份，存于）
- Everland : Official Seoul City Tourism
- 韩国旅游发展局[]